# Monastère des Capucins (Hradčany)
Le monastère des Capucins de Hradčany à Prague est le plus ancien monastère tchèque de l'Ordre des Frères Mineurs Capucins. Il est situé à l'angle de la rue Kapucínská (qui lui doit son nom) et l'extrémité nord de la place Loretánské à côté du sanctuaire Notre-Dame-de-Lorette de Prague, dans le quartier Prague 1. Son architecture est simple et dépouillée et ne comprend pas de tour. L'église Notre-Dame des Anges fait partie du complexe monastique.

## Histoire

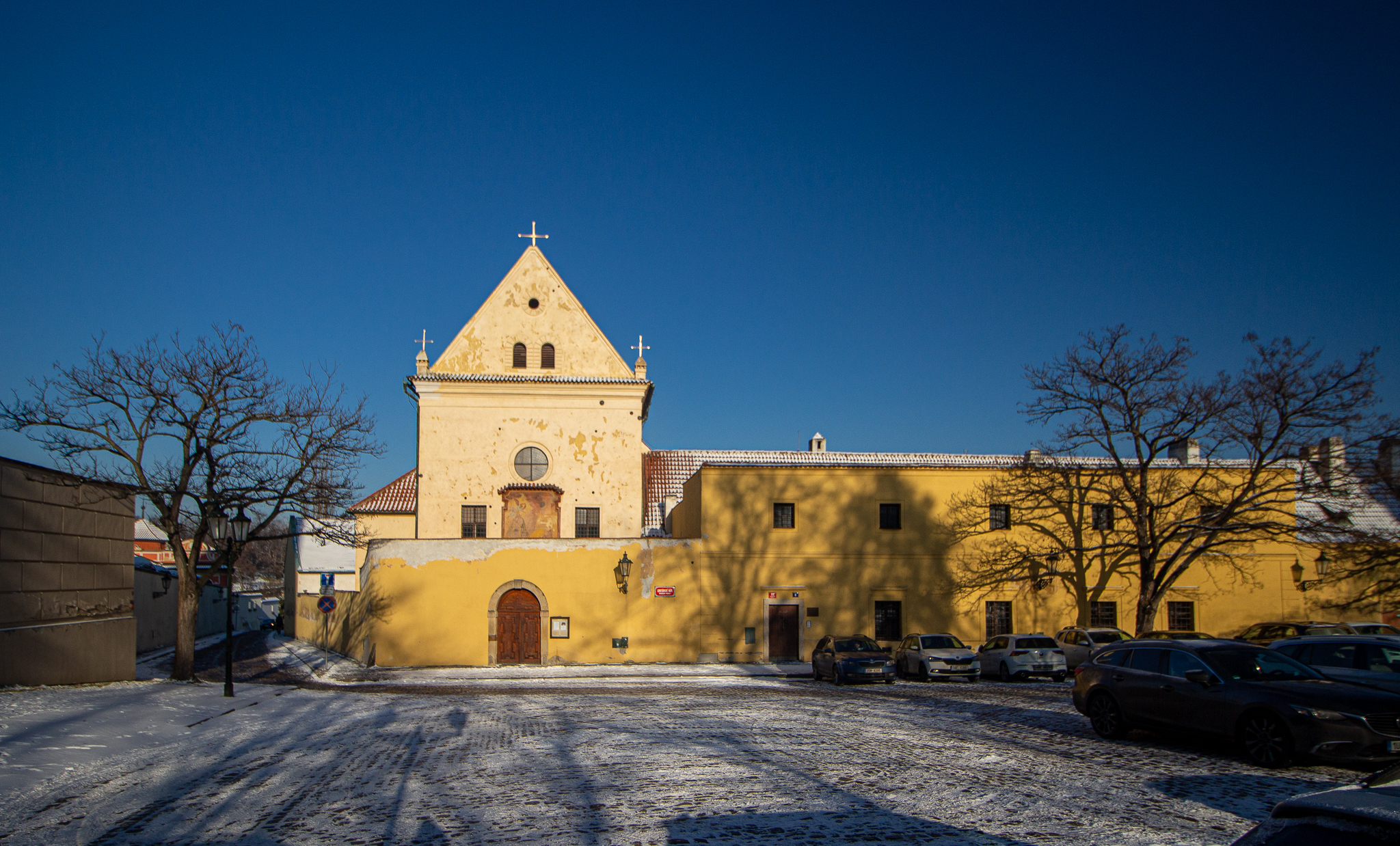
Vue depuis la place Loretánské náměstí

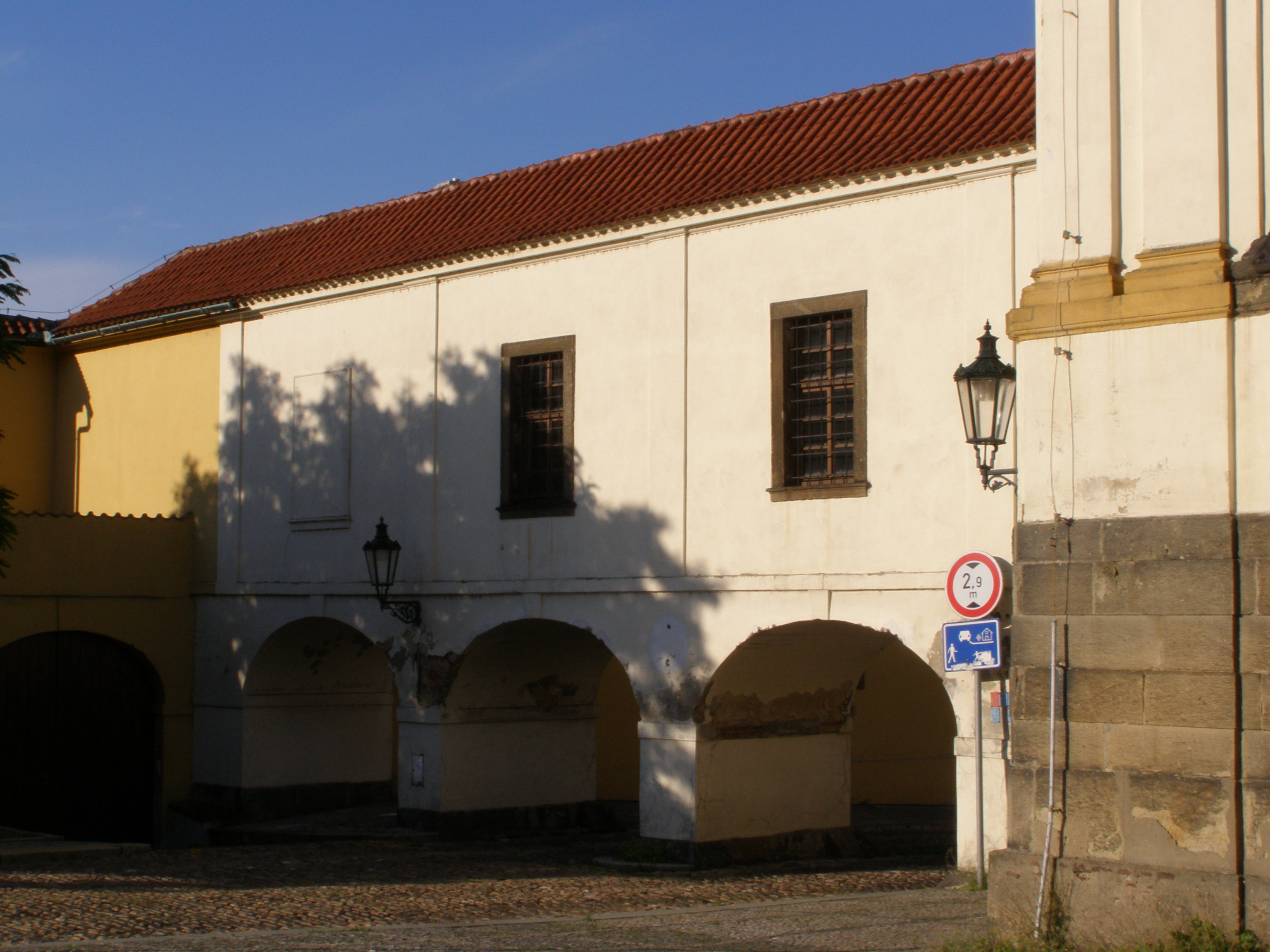
Arcades sur Loretánské náměstí reliant le monastère au sanctuaire de Lorette

Le monastère a été fondé en 1600 par le général de l'ordre Laurent de Brindisi, qui fut ensuite canonisé. Le couvent du monastère fut progressivement construit aux XVIIe et début du XVIIIe siècle. Il est relié au sanctuaire de Lorette voisin, géré par les capucins locaux, par un couloir à arcades en surface. En 1757, il fut endommagé par l'artillerie prussienne lors du bombardement de Prague, comme en témoignent les boulets de canon.
Pendant la Seconde Guerre mondiale, sous le protectorat de Bohême-Moravie, les SS y avaient une prison. Peu de temps après la guerre, les moines capucins sont revenus ici, mais ils ont été expulsés de force au début des années 1950, après quoi le contre-espionnage tchécoslovaque s'est basé ici. Depuis le début des années 1990, le monastère remplit à nouveau sa fonction initiale. Les frères capucins exercent également l'administration spirituelle du sanctuaire de Lorette voisin.
Depuis le printemps 2010, le réfectoire historique du monastère organise régulièrement des soirées de bienfaisance.

## Liens

### Ouvrages et références
- (cz) Cet article est partiellement ou en totalité issu de l’article de Wikipédia en tchèque intitulé « Klášter kapucínů (Hradčany) » (voir la liste des auteurs).

1. ↑  Panna Marie Andělská - kapucínský klášterní kostel, PIS
2. ↑  Večery u kapucínů

- (cs) Julius Kozsnar, Contes et légendes du vieux Prague, Prague, Vincentinum, 1933 (lire en ligne), Pages 112-115